# Molobratia inopinatus
Molobratia inopinatus là một loài ruồi trong họ Asilidae. Molobratia inopinatus được Walker miêu tả năm 1860.